# Banca nazionale della Repubblica della Macedonia del Nord
La Banca nazionale della Repubblica della Macedonia del Nord (in macedone Народна банка на Република Северна Македонија?), est la banque centrale della Macedonia del Nord.

## Storia
La Banca Nazionale fu fondata il 19 ottobre 1946 dalla fusione della Banca Economica Macedone e della filiale di Skopje della Banca Nazionale. Tra il 1954 e il 1965, abbandonò gradualmente le attività bancarie universali per concentrarsi sulle attività di banca centrale e sulla regolamentazione e supervisione del sistema bancario. Durante questo periodo, le sue filiali furono chiuse e la banca fu ribattezzata Banca Nazionale di Jugoslavia - Sede Centrale di Skopje.
Tra il 1965 e il 1971, la sede centrale della Banca Nazionale di Macedonia a Skopje non svolse alcun ruolo nella conduzione della politica monetaria e creditizia, limitandosi a compiti esecutivi e operativi. Nel dicembre 1971 fu adottata la prima legge sulla Banca Nazionale di Macedonia, che la definiva una categoria costituzionale. La Banca Nazionale di Macedonia rimase in una posizione fortemente subordinata alla Banca Nazionale di Jugoslavia e svolse un ruolo molto limitato nella formulazione e nella conduzione della politica monetaria.

### Dopo l'indipendenza macedone
La Costituzione della Repubblica di Macedonia del 1991 designò la Banca Nazionale della Macedonia (NBRM) come banca centrale indipendente, responsabile della stabilità della valuta nazionale, della conduzione della politica monetaria e della liquidità generale dei pagamenti, sia all'interno che all'esterno del Paese.
Il 26 aprile 1992, il Parlamento adottò la Legge sulla Banca Nazionale della Repubblica di Macedonia, il primo atto legislativo che regolava le operazioni della banca centrale dopo l'indipendenza macedone. La svolta più importante nello sviluppo della NBRM dopo l'indipendenza monetaria della Macedonia fu l'adozione della nuova Legge sulla NBRM nel gennaio 2002, che ne rafforzò l'indipendenza operativa a tutti i livelli (istituzionale, del personale, funzionale e finanziario).

## Governatori
| Rango | Nome                      | Mandato                   |
| ----- | ------------------------- | ------------------------- |
| 1     | Borko Stanoevski          | 1986–1997                 |
| 2     | Ljube Trpeski             | 1997–2004                 |
| 3     | Petar Goshev              | 2004–2011                 |
| 4     | Dimitar Bogov-Pomada      | Maggio 2011 – Maggio 2018 |
| 5     | Anita Angelovska Bezhoska | 22 maggio 2018 – corrente |